# Robbie (racconto)
Robbie (Robbie) è un racconto di fantascienza del 1940 di Isaac Asimov e costituisce il primo racconto in assoluto sui robot positronici. Asimov intendeva reagire a tutte le precedenti storie sui "robot come minaccia", molto diffuse all'inizio del XX secolo, per conferire invece agli automi la figura di attrezzi utili ed estremamente versatili che aiutassero l'umanità durante il suo percorso nella storia. In seguito, questa sua visione rivoluzionò la letteratura e la filmografia dei decenni successivi. Comunque, pubblicato per la prima volta nel settembre del 1940 sulla rivista Super Science Stories, fa parte dell'antologia Io, Robot ed è attualmente presente anche in altre raccolte di racconti di Asimov.
Edito in Italia nel 1963 con il titolo di Robbie nella raccolta Io, Robot, è stato successivamente ripubblicato in alcune antologie come Uno strano compagno di giochi a partire dal 1980.

## Trama
L'anno dell'ambientazione del racconto è il 1998. In quest'epoca secondo Asimov la gente sta diventando sempre più diffidente nei confronti dei robot e i pochi ancora in giro vengono visti con paura e disprezzo.
È proprio in questo clima che avviene l'episodio di Gloria e del suo robot compagno di giochi. Gloria è una bambina di 8 anni che gioca sempre con il suo robot Robbie. La signora Grace Weston, madre della bambina, a causa delle dicerie sui robot, teme che Robbie possa fare del male a sua figlia, così cerca di convincere il marito George, inizialmente fermamente contrario alle paure della moglie che ritiene infondate, a restituire il robot alla U.S. Robots, azienda dove George lavora. Con le sue continue insistenze, la signora Weston riesce a convincere il marito. Un giorno George, in accordo con la moglie, porta la figlia a vedere uno spettacolo di visivox; nel frattempo la signora Weston restituisce Robbie alla U.S. Robots e compra un collie, nella speranza che la figlia dimentichi il robot dedicandosi al cane, ma quando Gloria si accorge che Robbie non c'è, si deprime al punto che la signora Weston, esasperata dal comportamento della figlia, è costretta a dare indietro il cane.
Così in comune accordo, marito e moglie decidono di trasferirsi a New York, pensando che le distrazioni che la città offriva avrebbero sicuramente distolto la bambina dal suo pensiero fisso: Robbie. E infatti Gloria appena sa del viaggio inizia a dare segni di impazienza, ritrova la sua naturale allegria e anche la madre si sente molto sollevata da tutto ciò. Durante il viaggio, però, Grace sarà costretta a ricredersi riguardo ai motivi della ritrovata allegria di sua figlia. La bambina crede infatti che i tre si rechino in città per cercare lì il robot, e nutre grandi speranze al riguardo. A New York i genitori cercano di distrarre Gloria portandola sempre in giro, visitano musei e fanno moltissime gite; un giorno però portano la bambina a visitare il Museo della Scienza e dell'Industria e durante la visita i genitori perdono di vista Gloria. La bambina, attratta da un cartello che recitava la scritta "Robot Parlante", approfitta di un momento di distrazione della madre per entrare nella stanza indicata dal cartello e rivolgere alcune domande sul suo robot: invano, data la poca intelligenza dell'automa parlante.
Quella sera George Weston rimane molto tempo fuori casa e il giorno dopo propone alla moglie una nuova idea per allontanare Gloria dal pensiero di Robbie. Racconta così di aver convinto con il capo della U. S. Robots, Robertson, a far fare ai tre un giro completo dello stabilimento di produzione dei robot, in modo che Gloria osservando come si costruiscono capisca che sono solo macchine con ben poco di umano. La moglie mostra di apprezzare l'idea del marito, e i tre si recano la mattina seguente alla sede della U.S. Robots. Un tecnico fornisce loro dettagliate spiegazioni finché il signor Weston non chiede di poter visitare la parte della fabbrica in cui robot costruiscono altri robot. Guidati dal tecnico vengono quindi portati in quella parte dello stabilimento e Gloria in pochi istanti riconosce, tra i robot che lavorano, Robbie. Subito si precipita da lui, senza vedere che un macchinario sta per investirla; Robbie, velocissimo, la salva. Gloria e Robbie si abbracciano e la signora Weston capisce che tutto era stato organizzato dal marito. Dopo una simile dimostrazione di provvidenziale fedeltà da parte del robot, decide che Robbie sarebbe rimasto con loro finché non sarebbe arrugginito.

## Aggiunte
Il personaggio di Susan Calvin che assiste alla scena fra Gloria e il "Robot Parlante" è stato aggiunto successivamente per rendere i vari racconti di Io, Robot più coesi e uniti fra loro.